# San Giorgio (scoglio)
Lo scoglio San Giorgio, Ost o Oste (in croato: Host) è un piccolo isolotto disabitato dell'arcipelago di Lissa, si trova nel mare Adriatico e appartiene alla Croazia. Dal punto di vista amministrativo appartiene al comune di Lissa, nella regione spalatino-dalmata.
Il nome croato Hoste ricorda l'ammiraglio sir William Hoste, comandante dell'isola di Lissa tra il 1811 e il 1815, che sconfisse il 13 marzo 1815 nella battaglia di Lissa la flotta francese comandata da Bernard Dubourdieu.

## Geografia
Lo scoglio è adiacente al lato settentrionale dell'isola di Lissa all'ingresso della baia di porto San Giorgio (Viška luka), a est di punta Saporine. Ha un'area di 0,041 km², la costa lunga 0,91 km e l'altezza massima di 16 m. Misura circa 380 m di lunghezza per 135 di larghezza. Sulla sua punta nord-est c'è un faro. L'isolotto offre un riparo dal vento di bora a porto San Giorgio, dove si trova la cittadina di Lissa.

### Isole adiacenti

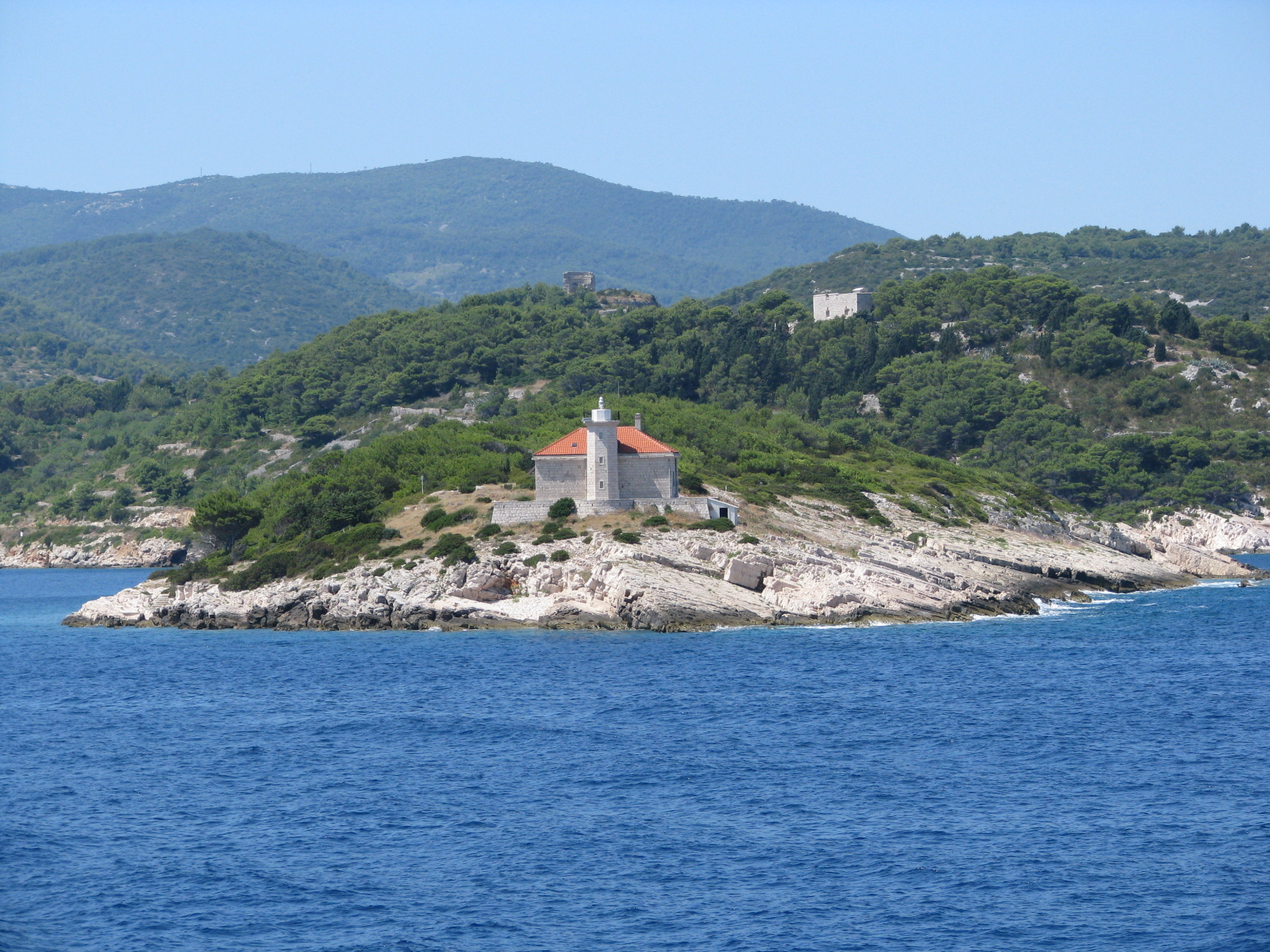
Il faro di San Giorgio

- Scoglio Vacca[6][11][12] o secca Fermentur[7] (hrid Krava), situato a est all'uscita di porto San Giorgio, a circa 1,1 km[2], ha un piccolo faro[13]; lo scoglio ha un'area di 1006 m²[14] 43°04′40″N 16°13′08″E.
- hrid Rogačić, piccolo scoglio a ovest, a circa 1,1 km[2], accanto a punta Carober[6][15] che chiude a nord l'omonima valle (uvala Rogačić) chiamata porto Carober[4][6]; ha un'area di 3935 m²[14] 43°04′44″N 16°11′14″E.
- Scogli Vitelli[6][11][16][17], 1,25 km[2] a nord-ovest, situati a nord di porto Carober. Gli scogli sono rispettivamente chiamati: secca Vol[7] (hrid Volić Veli) che ha un'area di 1806 m²[14] e un segnale luminoso[13] (43°05′09″N 16°11′36″E); e secca Carober[7] (hrid Volić Mali) che ha un'area di 627 m²[14] e si trova 220 m[2] a nord-est del precedente 43°05′03″N 16°11′28″E.

### Cartografia
- (HR) Mappa topografica della Croazia 1:25000, su preglednik.arkod.hr. URL consultato il 14 gennaio 2017.
- G. Giani, Carta prospettiva delle Comuni censuarie della Dalmazia, foglio 8, 1839. Fondo Miscellanea cartografica catastale, Archivio di Stato di Trieste.
- Carta di cabottaggio del mare Adriatico, foglio IX, Milano, Istituto geografico militare, 1822-1824. URL consultato il 18 marzo 2017 (archiviato dall'url originale il 13 aprile 2013).